# نيون (مدينة)
نيون (بالفرنسية: Nyon)‏ هي بلدية في قضاء نيون في كانتون فود بسويسرا. تقع على بعد 25 كيلومتر شمال شرق مركز مدينة جنيف، وقد 	أصبحت منذ عقد 1970 جزءاً من منطقة جنيف الحضرية. تقع على ضفاف بحيرة جنيف وهي مقر لقضاء نيون. يبلغ عدد سكان البلدة (اعتباراً من ديسمبر 2011) 19,101 نسمة.
تشتهر نيون لكونها مقر الاتحاد الأوروبي لكرة القدم (يويفا) ورابطة الأندية الأوروبية (ECA).

## المناخ
يظهر الجدول التالي التغييرات المناخية على مدار السنة لنيون:
| البيانات المناخية لـنيون           | البيانات المناخية لـنيون | البيانات المناخية لـنيون | البيانات المناخية لـنيون | البيانات المناخية لـنيون | البيانات المناخية لـنيون | البيانات المناخية لـنيون | البيانات المناخية لـنيون | البيانات المناخية لـنيون | البيانات المناخية لـنيون | البيانات المناخية لـنيون | البيانات المناخية لـنيون | البيانات المناخية لـنيون | البيانات المناخية لـنيون |
| الشهر                              | يناير                    | فبراير                   | مارس                     | أبريل                    | مايو                     | يونيو                    | يوليو                    | أغسطس                    | سبتمبر                   | أكتوبر                   | نوفمبر                   | ديسمبر                   | المعدل السنوي            |
| ---------------------------------- | ------------------------ | ------------------------ | ------------------------ | ------------------------ | ------------------------ | ------------------------ | ------------------------ | ------------------------ | ------------------------ | ------------------------ | ------------------------ | ------------------------ | ------------------------ |
| متوسط درجة الحرارة الكبرى °م (°ف)  | 3.8 (38.8)               | 5.4 (41.7)               | 10.1 (50.2)              | 14.0 (57.2)              | 18.7 (65.7)              | 22.4 (72.3)              | 25.2 (77.4)              | 24.6 (76.3)              | 19.8 (67.6)              | 14.5 (58.1)              | 8.1 (46.6)               | 4.7 (40.5)               | 14.3 (57.7)              |
| المتوسط اليومي °م (°ف)             | 1.3 (34.3)               | 2.2 (36.0)               | 6.0 (42.8)               | 9.4 (48.9)               | 13.7 (56.7)              | 17.2 (63.0)              | 19.7 (67.5)              | 19.1 (66.4)              | 15.1 (59.2)              | 10.7 (51.3)              | 5.3 (41.5)               | 2.4 (36.3)               | 10.2 (50.4)              |
| متوسط درجة الحرارة الصغرى °م (°ف)  | −1.3 (29.7)              | −0.8 (30.6)              | 1.8 (35.2)               | 4.5 (40.1)               | 8.7 (47.7)               | 11.9 (53.4)              | 14.2 (57.6)              | 13.9 (57.0)              | 10.9 (51.6)              | 7.3 (45.1)               | 2.5 (36.5)               | −0.1 (31.8)              | 6.1 (43.0)               |
| الهطول مم (إنش)                    | 84 (3.3)                 | 73 (2.9)                 | 70 (2.8)                 | 67 (2.6)                 | 86 (3.4)                 | 83 (3.3)                 | 78 (3.1)                 | 78 (3.1)                 | 92 (3.6)                 | 102 (4.0)                | 91 (3.6)                 | 96 (3.8)                 | 999 (39.3)               |
| متوسط أيام هطول الأمطار (≥ 1.0 mm) | 10.0                     | 8.2                      | 9.2                      | 8.9                      | 11.6                     | 9.6                      | 8.6                      | 8.8                      | 7.8                      | 10.2                     | 9.8                      | 10.0                     | 112.7                    |
| متوسط الرطوبة النسبية (%)          | 81                       | 76                       | 69                       | 67                       | 69                       | 67                       | 65                       | 67                       | 74                       | 80                       | 81                       | 81                       | 73                       |
| ساعات سطوع الشمس الشهرية           | 64                       | 94                       | 155                      | 177                      | 197                      | 232                      | 259                      | 233                      | 185                      | 122                      | 73                       | 54                       | 1٬844                    |
| المصدر: MeteoSwiss                 |                          |                          |                          |                          |                          |                          |                          |                          |                          |                          |                          |                          |                          |

## أعلام
- كيفين فيكينتسكر
- جورج دي ميسترال
- بياتريس جراف
- جوناس كوخر
- إدوارد رود

## وصلات خارجية
- الموقع الرسمي للبلدة (متوفر باللغة الفرنسية والإنجليزية والألمانية)